# Гіобешть
Гіобешть, Гіобешті (рум. Ghiobești) — село у повіті Вилча в Румунії. Входить до складу комуни Стойлешть.
Село розташоване на відстані 148 км на захід від Бухареста, 21 км на південь від Римніку-Вилчі, 77 км на північний схід від Крайови, 129 км на південний захід від Брашова.

## Населення
За даними перепису населення 2002 року у селі проживали 194 особи, з них 193 особи (99,5%) румунів. Усі жителі села рідною мовою назвали румунську.